# Gueorgui Kioseivanov
Gueorgui Kioseivanov fue un político búlgaro, presidente del Gobierno de su país de 1935 a 1940.

## Primeros cargos
El primer cargo político de Kioseivanov lo obtuvo durante el gobierno de Alejandro Stamboliski. Por entonces se le consideraba necio, pero honesto. El pronunciamiento que acabó con este en 1923 no afectó a Kioseivanov, que a lo largo de los años siguientes ocupó diversos puestos ministeriales y diplomáticos. A comienzos de 1935, fue nombrado ministro de Asuntos Exteriores.

## Presidente del Gobierno
En 1935 el zar Boris le encargó la formación de un nuevo Gobierno. La labor de Kioseivanov era en realidad la de ser la de ser el representante del monarca al frente del Consejo de Ministros. En 1938 se encargó de amañar las elecciones para que las nuevas Cortes no amenazasen el poder del soberano, para entonces verdadero centro de la política nacional.
En 1939, sin embargo, Kioseivanov se había hartado de ser el títere del rey y deseaba afianzar su poder, lo disgustó a Boris, que se decidió a sustituirlo al frente del Ejecutivo. El primer ministro se había forjado además fama de deshonesto, enfermizo y débil de carácter y los alemanes deseaban en su puesto a alguien de más vigor, si bien igual de germanófilo. Antes de despedirlo, Boris le encargó la organización de las nuevas elecciones de finales de 1939, que debían dar por resultado unas Cortes con menor presencia de la oposición. Kioseivanov se encargó en efecto de amañarlas para satisfacer el deseo real, lo que no le sirvió para mantenerse en el cargo. Para gran sorpresa del primer ministro, el zar aceptó su renuncia rutinaria, presentada tras las votaciones y entregó la presidencia del Gobierno a Bogdan Filov el 15 de febrero de 1940.

## Alejado del Gobierno
Durante la Bulgaria durante la guerra mundial, se le destinó como embajador en Suiza. En mayo de 1944, rehusó el puesto de ministro de Asuntos Exteriores en el nuevo Gobierno que estaba tratando de formar Dobri Bozhilov.